# آبدزدک اصفهان
آبدزدک اصفهان (نام علمی: Gryllotalpa isfahan) نام یک گونه از سرده آبدزدک‌ها از خانواده آبدزدکان است.